# Weiterstadt
Weiterstadt est une municipalité allemande située dans le land de la Hesse et l'arrondissement de Darmstadt-Dieburg.

## Présentation
| Appartenances historiques Comté de Katzenelnbogen 1270-1479 Landgraviat de Haute-Hesse 1479-1500 Landgraviat de Hesse 1500-1567 Landgraviat de Hesse-Darmstadt 1567-1806 Grand-duché de Hesse 1806-1918 République de Weimar 1918-1933 Reich allemand 1933-1945 Allemagne occupée 1945-1949 Allemagne depuis 1949 |

Weiterstadt est une cité résidentielle et industrielle, près de Francfort. La ville de Weiterstadt avec ses quartiers de Riedbahn, Braunshardt, Schneppenhausen et Gräfenhausen, est située dans la zone de grosse concentration urbaine de Mayence/Rhein, à 7 km au nord-ouest de Darmstadt et à 20 km au sud de l'aéroport de Francfort.

Avec ses plus de 9000 emplois, ses 2100 petites et moyennes entreprises, son centre commercial, sa gare, son accès direct à l’autoroute A 5 et sa situation à 20 km au sud de Francfort, Weiterstadt est connue pour son château de Braunshardt, sa vaste gamme d’associations et ses zones récréatives.

## Jumelage
La commune de Weiterstadt est jumelée avec la ville de Verneuil-sur-Seine, en France.

## Personnalités liées à la ville
- Friedrich Alefeld (1820-1872), botaniste né à Gräfenhausen.